# Maciej de Abgaro Zachariasiewicz
Maciej de Abgaro Zachariasiewicz (ur. 1978) – polski doktor habilitowany nauk prawnych, radca prawny. Specjalizuje się w zagadnieniach z zakresu arbitrażu, prawa konkurencji, prawa cywilnego, umów handlowych oraz szeroko rozumianego międzynarodowego prawa handlowego i prywatnego. Wykładowca w Katedrze Prawa Cywilnego i Prawa Pracy Akademii Leona Koźmińskiego w Warszawie. Członek Polskiego Stowarzyszenia Prawa Europejskiego i Polskiego Stowarzyszenia Sądownictwa Polubownego.

## Życiorys
Absolwent studiów prawniczych na Wydziale Prawa i Administracji Uniwersytetu Śląskiego w Katowicach (rocznik 2002). Rok później uzyskał tytuł Legum Magister na Uniwersytecie Środkowoeuropejskim. Doktoryzował się w 2009 roku na swojej macierzystej uczelni pisząc pracę zatytułowaną Trust i inne stosunki powiernicze w prawie porównawczym i prawie prywatnym międzynarodowym. Habilitował się z kolei dziesięć lat później w Akademii Leona Koźmińskiego na podstawie rozprawy pt. Klauzula porządku publicznego jako instrument ochrony materialnoprawnych interesów i wartości fori. Był członkiem zespołu badawczego, który stworzył tzw. „Białą Księgę Arbitrażu” – propozycje rozwiązań mogących ulepszyć ramy prawne sądownictwa polubownego w Polsce. Autor artykułu zatytułowanego Ameryki bitwa o pozwy zbiorowe w arbitrażu, czyli dramat w 7 aktach, współautor publikacji pt. Diagnoza arbitrażu, funkcjonowanie prawa o arbitrażu i kierunki postulowanych zmian.